# Osvaldo Moles
Osvaldo Moles (Santos, 14 de março 1913 — São Paulo, 13 de maio 1967) foi um jornalista e radialista brasileiro, sucessor de António de Alcântara Machado na literatura paulista; ele e considerado o "pai" de Adoniran Barbosa no rádio, além de trazer importantes contribuições no jornalismo, literatura, cinema, televisão, publicidade e marketing político.

## Biografia
Filho dos imigrantes italianos Antonio Moles e Emilia Prisco, Osvaldo nasceu em Santos em 1913, mas sua família mudou-se para a capital do estado. Em 1944 casou-se com Anita Ramos em Franca, pioneira crítica do cinema e da "Página Feminina" do Correio Paulistano.
Sucessor de António de Alcântara Machado na literatura paulista e o "pai" de Adoniran Barbosa no rádio, Osvaldo Moles é um pioneiro profissional multimeios com relevantes contribuições no jornalismo, literatura, cinema, televisão, publicidade e marketing político. Acompanhar a trajetória de Osvaldo Moles muitas vezes é transpassar a história de diversos meios de comunicação paulistas e contextualizar com acontecimentos políticos para evidenciar como sua obra mostra a chegada do progresso em São Paulo e o consequente cenário que aloca grande número de indivíduos às margens da sociedade: são os moradores das malocas, atuais favelas, retratados fielmente com humor, nos personagens que aparecem em suas crônicas e programas radiofônicos, provocando certa simpatia dos leitores/ouvintes, ao mesmo tempo em que produz uma forte crítica social.
Osvaldo Moles conheceu os modernistas, começou sua carreira jornalistica no Diário Nacional, periódico ligado ao Partido Democrático. Influenciado pelas viagens etnográficas de Mário de Andrade, percorreu o nordeste e morou em Salvador por algum tempo. De volta à São Paulo, escreve desta vez no Correio Paulistano, periódico ligado ao Partido Republicano Paulista.
Em 1937 participa da fundação da PRG-2 Rádio Tupi de São Paulo e em 1941, a convite de Octávio Gabus Mendes, passa a trabalhar na PRB-9 Rádio Record, onde conhece Adoniran Barbosa e cria os primeiros personagens para este, que passa a fazer grande sucesso. Na década de 1940, a imprensa paulista concede o apelido de "o milionário criador de programas" para Osvaldo Moles e de "o milionário criador de tipos" para Adoniran Barbosa.
Entre 1950 e 1955, Osvaldo Moles passa a trabalhar na PRH-9 Rádio Bandeirantes e nesta emissora participa do grupo que introduziu os blocos comerciais no Brasil, modelo utilizado até os dias atuais além de criar programas de conteúdo erudito irradiados com uma linguagem popular como é o caso, entre outros, do "História da Literatura Brasileira", que tinha participação de Oswald de Andrade e Sérgio Milliet ou o "Museu do Ipiranga", com supervisão dos dados históricos feita pelo historiador Sérgio Buarque de Holanda.
Na década de 1950, além do rádio e dos jornais (onde sempre publicou suas crônicas), Osvaldo Moles intensifica sua participação no cinema, assinando com Miroel Siveira o roteiro dos premiados filmes "Simão, o caolho" e "Mulher de Verdade", ambos com a direção do cineasta Alberto Cavalcantti. Seu trabalho com a publicidade também se intensifica e em sociedade com Mário Nadeu ele cria a "Morumbi Publicidade", agência responsável por toda a campanha de venda das cadeiras cativas do Estádio Cícero Pompeu de Toledo, sendo esta a principal arrecadação feita pelo São Paulo Futebol Clube para a construção do seu estádio. Na época o maior complexo esportivo do mundo!

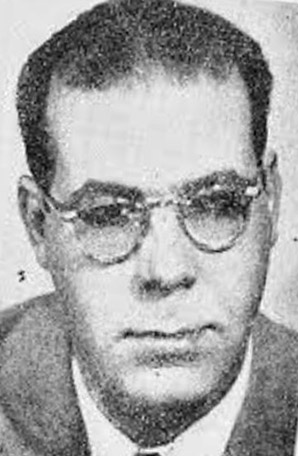
Osvaldo Moles em 1950

De volta para a PRB-9 Rádio Record no ano de 1955, Osvaldo Moles cria programas que continuam na memória popular dos antigos moradores da cidade como "O Crime não compensa" e "História das Malocas". O radialista também reformulou toda a programação da emissora e logo consegue novamente transformar Adoniran Barbosa em cartaz, já que enquanto esteve fora o amigo ficou quase esquecido na Record.
Em 1962 planeja campanha eleitoral por Laudo Natel como vice-governador do Estado de São Paulo, sendo depois Natel eleito com mais de 1 milhão e 200 mil votos.
Em 1967, Osvaldo Moles comete suicídio e a imprensa silencia o fato. Surgem vários boatos, que diziam que ele estava endividado ou que tinha problemas de alcoolismo, o que não é verdade. Sendo uma figura de bastidores, embora muito conhecido na época, o silêncio da imprensa contribuiu para que sua obra caísse no ostracismo até este momento;

## Prêmios
Ganhou dezenas de prêmios nas diversas áreas em que atuou, Osvaldo Moles foi agraciado com 11 troféus Roquete Pinto, na época, a maior premiação do rádio e da televisão brasileira (Considerado o Oscar brasileiro). Além disso, no decorrer da pesquisa biográfica encontrei referência aos prêmios "Cinquentenário R. Monteiro", "Medalha de Ouro" da Revista do Rádio, "Cidade de Salvador", "Índio", "Medalha do Mérito Jornalístico", "Prêmio Castro Alves", "Cidade do Rio de Janeiro".
- 1950 - Roquette Pinto - Programador / Roquette Pinto - Redator Humorístico
- 1952 - Prêmio Saci de Cinema - Melhor Argumento / Roquette Pinto - Programador Popular
- 1953 - Prêmio Governador do Estado - por Roteiro de "Simão, o Caolho"
- 1955 - Roquette Pinto - Programador Geral / Os melhores paulistas de 55 - Manchete RJ, Categoria Rádio.
- 1956 - Roquette Pinto - Programador Geral
- 1957 - Prog. Alegria dos Bairros de J. Rosemberg - 04/08/1957 - Produtor Rádio Record / PRF3-TV Os Melhores da Semana, homenagem dos revendedores Walita
- 1958 - "Tupiniquim" - Produtor / Dr. Paulo Machado de Carvalho - Associação Paulista de Propaganda - Melhor programa.
- 1959 Revista RM Prêmio Octávio Gabus Mendes – Produtor (Rádio) / Grau de Comendador da Honorífica Ordem Acadêmica de São Francisco / "Tupiniquim" - Prod. Rádio / Roquette Pinto  - Prog. Hum. Rádio / Diploma de Burro Faculdade São Francisco
- 1960 - Roquette Pinto - Especial
- 1964 - Jubileu de Prata (Associação dos profissionais de imprensa de São Paulo em seu 25° aniversário)

## Ver tambèm
- Tiro ao Álvaro